# دي سعيد (ريمة)

تعديل مصدري - تعديل

قرية دي سعيد هي إحدى قرى عزلة بني عبدالعزيز الواقعة ضمن مديرية كسمة التابعة لمحافظة ريمة، بلغ تعداد سكانها (1477) نسمة حسب تعداد اليمن لعام 2004.

## المحلات التابعة للقرية
- العارض
- الكمه
- النومره
- دي قربه
- عتد
- عسلب
- الصفاء
- الحسو
- الرباعيه
- الجب
- السليم
- الفتحة
- زعفه
- بيت الخليسي
- سحام
- بني محمد
- شراد
- المعزب
- ورخون
- الدار
- المسقى
- العر
- القرية
- الدوماني
- المراعي
- الحضه

## روابط خارجية
- الدليل الشامــل